# Arthur Piantadosi
Arthur Piantadosi est un ingénieur du son américain né le 4 novembre 1916 dans le quartier de Brooklyn à New York (État de New York) et mort le 23 février 1994 à Newport Beach (Californie).

## Biographie
Arthur Piantadosi commence à travailler pour le département son de Warner Bros. en 1936. Lors de la Seconde Guerre mondiale, il travaille dans l'équipe de John Ford au sein de l'Office of Strategic Services.
Il retourne chez Warner Bros en 1946, puis passe de Republic Pictures à 20th Century-Fox, puis à Columbia Pictures ou Universal Pictures.

## Filmographie (sélection)
- 1967 : De sang-froid (In Cold Blood) de Richard Brooks
- 1969 : Fleur de cactus (Cactus Flower) de Gene Saks
- 1969 : Les Naufragés de l'espace (Marooned) de John Sturges
- 1969 : Bob et Carole et Ted et Alice (Bob & Carol & Ted & Alice) de Paul Mazursky
- 1972 : Cabaret de Bob Fosse
- 1972 : Butterflies Are Free de Milton Katselas
- 1973 : L'Épouvantail (Scarecrow) de Jerry Schatzberg
- 1974 : Yakuza (The Yakusa) de Sydney Pollack
- 1975 : Les Trois Jours du Condor (Three Days of the Condor) de Sydney Pollack
- 1975 : Le Bagarreur (Hard Times) de Walter Hill
- 1975 : La Toile d'araignée (The Drowning Pool) de Stuart Rosenberg
- 1975 : La Chevauchée sauvage (Bite the Bullet) de Richard Brooks
- 1976 : Nickelodeon de Peter Bogdanovich
- 1976 : C'est arrivé entre midi et trois heures (From Noon till Three) de Frank D. Gilroy
- 1976 : Le Dernier des géants (The Shootist) de Don Siegel
- 1976 : Les Hommes du président (All the President's Men) d'Alan J. Pakula
- 1976 : Next Stop, Greenwich Village de Paul Mazursky
- 1977 : Bobby Deerfield de Sydney Pollack
- 1977 : L'Exorciste 2 : L'Hérétique (Exorcist II: The Heretic) de John Boorman
- 1978 : Sgt. Pepper's Lonely Hearts Club Band de Michael Schultz
- 1978 : Capricorn One de Peter Hyams
- 1979 : Le Cavalier électrique (The Electric Horseman) de Sydney Pollack
- 1979 : Le Syndrome chinois (The China Syndrome) de James Bridges
- 1980 : Au-delà du réel (Altered States) de Ken Russell
- 1981 : Absence de malice (Absence of Malice) de Sydney Pollack
- 1982 : Tootsie de Sydney Pollack
- 1982 : Firefox, l'arme absolue (Firefox) de Clint Eastwood
- 1982 : Meurtres en direct (Wrong is Right) de Richard Brooks

## Distinctions

### Récompenses
- BAFTA 1973 : BAFA du meilleur son pour Cabaret
- Oscars 1977 : Oscar du meilleur mixage de son pour Les Hommes du président

### Nominations
- Oscar du meilleur mixage de son
  - en Oscars 1970 pour Les Naufragés de l'espace
  - en Oscars 1973 pour Butterflies Are Free
  - en Oscars 1976 pour La Chevauchée sauvage
  - en Oscars 1980 pour Le Cavalier électrique
  - en Oscars 1981 pour Au-delà du réel
  - en Oscars 1983 pour Tootsie
- BAFTA 1977 : BAFA du meilleur son pour Les Hommes du président